# Platybessobius
Platybessobius is een geslacht van hooiwagens uit de familie Trogulidae (Kaphooiwagens).
De wetenschappelijke naam Platybessobius is voor het eerst geldig gepubliceerd door Roewer in 1940. 

## Soorten
Platybessobius omvat de volgende 2 soorten:
- Platybessobius caucasicus
- Platybessobius singularis